# Inosinate dipotassique
L'inosinate dipotassique ou inosinate de dipotassium est le sel de dipotassium du nucléoside inosine. Il s'agit d'un additif alimentaire utilisé comme exhausteur de goût sous le numéro E632.
Tout comme l'inosinate disodique et l'inosinate de calcium qui lui sont apparentés, il possède une saveur unami.